# Estación Fortín Aguilar
Fortín Aguilar es una estación de ferrocarril ubicada en departamento Presidencia de la Plaza, provincia del Chaco, Argentina

## Servicios
No presta servicios de pasajeros, sólo de cargas de la empresa estatal Trenes Argentinos Cargas. Las vías por donde corren los trenes corresponden al Ramal C3 del Ferrocarril General Belgrano.